# Halka
Halka è un serial televisivo drammatico turco composto da 19 puntate, trasmesso su TRT 1 dal 15 gennaio al 28 maggio 2019.

## Trama
Halka è un'organizzazione criminale che è riuscita a entrare nel mondo oscuro in Turchia. Ogni volta che un membro diventa potente, l'organizzazione decide di ucciderlo.

## Puntate
| Stagione       | Puntate | Prima TV Turchia | Prima TV Italia |
| -------------- | ------- | ---------------- | --------------- |
| Prima stagione | 19      | 2019             | inedita         |

### Prima stagione (2019)
| n° | Titolo originale             | Prima TV Turchia |
| -- | ---------------------------- | ---------------- |
| 1  | Cihangir ve Kaan             | 15 gennaio 2019  |
| 2  | Sarı Takım Elbiseli Adam     | 22 gennaio 2019  |
| 3  | Dünya Diyeceksin...          | 29 gennaio 2019  |
| 4  | Kırmızı Oda                  | 5 febbraio 2019  |
| 5  | Kara Kedi, Sarı Kedi         | 12 febbraio 2019 |
| 6  | Çağatay                      | 19 febbraio 2019 |
| 7  | Cengiz Han'ın Vasiyeti       | 26 febbraio 2019 |
| 8  | Sır Kardeşliği               | 5 marzo 2019     |
| 9  | Bizi De Yazın Deftere        | 12 marzo 2019    |
| 10 | Amirim                       | 19 marzo 2019    |
| 11 | Yeni Hayat                   | 26 marzo 2019    |
| 12 | Halka'nın Çocukları          | 9 aprile 2019    |
| 13 | Yukarısı                     | 16 aprile 2019   |
| 14 | Aşağısı                      | 23 aprile 2019   |
| 15 | Ben, Cihangir Karabulut      | 30 aprile 2019   |
| 16 | Kader Çocuğum                | 7 maggio 2019    |
| 17 | Ayın Karanlık Yüzü           | 14 maggio 2019   |
| 18 | En Uzun Gün                  | 21 maggio 2019   |
| 19 | Uzun Sürmüş Bir Gecenin Sonu | 28 maggio 2019   |

## Personaggi e interpreti

### Personaggi e interpreti
- Hümeyra Karabulut (episodi 1-19), interpretata da Nazan Kesal.
- Cihangir Tepeli (episodi 1-19), interpretato da Serkan Çayoğlu.
- Kaan Karabulut (episodi 1-19), interpretato da Kaan Yıldırım.
- Müjde Akay (episodi 1-19), interpretata da Hande Erçel.
- Bahar Berkes (episodi 1-19), interpretata da Hazal Subaşı.
- Cemal Sandıkçı (episodi 1-19), interpretato da Ahmet Mümtaz Taylan.
- İskender Akay (episodi 1-19), interpretato da Umut Karadağ.
- Terzi / Korkut (episodi 1-19), interpretato da Erdal Yıldız.
- İlhan Tepeli (episodi 1-19), interpretato da Burak Sergen.
- Adem Çengiri (episodi 1-19), interpretato da Deniz Hamzaoğlu.
- Gülay Tepeli (episodi 1-19), interpretata da Funda İlhan.
- Vekilharç (episodi 1-19), interpretato da Şehsuvar Aktaş.
- Hasan (episodi 1-19), interpretato da Melih Çardak.
- Altan Demiröz (episodi 1-16), interpretato da Serhat Midyat.
- Nurten (episodi 1-16), interpretata da Banu Fotocan.
- Halit Muzaffer (episodi 1-12), interpretato da Uğur Taşdemir.
- İrem Muzaffer (episodi 1-8), interpretata da Dilan Telkök.

### Personaggi secondari
- Şener (episodi 3-8), interpretato da Uğur Uzunel.
- Faruk Erdem (episodi 4-16), interpretato da Selçuk Borak.
- Cengiz Erkmen (episodi 5-13), interpretato da Turhan Kaya.
- Çağatay Erkmen (episodi 6-19), interpretato da Mehmet Yılmaz Ak.
- Özcan (episodi 6-19), interpretato da Hasan Yalnızoğlu.
- Ruhi (episodi 15-19), interpretato da Haydar Köyel.
- Altemur (episodi 16-19), interpretato da Levent Öktem.
- Arif Mengene (episodi 11-12, 15, 18), interpretato da Yıldırım Gücük.
- Avvocato (episodi 7-9, 11), interpretato da Volkan Ünal.
- Nadir (episodi 7-8), interpretato da Alptekin Ertürk.
- Cabbar (episodi 6-8), interpretato da Rıza Akın.
- ¿? (episodio 6), interpretato da Aziz İzzet Biçici.

## Produzione
La serie è diretta da Volkan Kocatürk, Başak Soysal e Süleyman Mert Özdemir, scritta da Aziz Tuna, Selim Bener, Ali Demirel e Meryem Diri e prodotta da Es Film.

### Riprese
Le riprese sono state effettuate a Istanbul, in particolare a Şişli, Beyoğlu, Maslak e Scutari.

## Promozione
L'esordio della serie, previsto per il 15 gennaio 2019, è stato annunciato il 28 dicembre 2018 attraverso i profili e i canali della serie, di TRT 1 e della società di produzione Es Film. I primi promo sono stati rilasciati da TRT 1 dal 14 dicembre 2019 e di conseguenza anche il poster della serie.